# MacGyver
MacGyver es una serie de televisión estadounidense creada por Lee David Zlotoff con Henry Winkler y John Rich como productores ejecutivos. Es protagonizada por Richard Dean Anderson como Angus MacGyver, un agente secreto armado con un ingenio científico notable para resolver cualquier problema en el campo utilizando cualquier material a mano.
El programa se transmitió durante siete temporadas en ABC en los Estados Unidos y varias otras cadenas en el extranjero de 1985 a 1992. La serie se filmó en Los Ángeles durante las temporadas uno, dos y siete, y en Vancouver durante las temporadas tres a seis. El episodio final del programa se emitió el 25 de abril de 1992 en ABC (la cadena transmitió un episodio nunca antes visto por primera vez el 21 de mayo de 1992, pero originalmente estaba previsto que se emitiera antes del final de la serie).
La serie tuvo un éxito de audiencia moderado y ganó seguidores leales. Fue popular en los Estados Unidos y en todo el mundo. Dos películas para televisión, Lost Treasure of Atlantis y Trail to Doomsday, se emitieron por ABC en 1994. En 2003 se planeó una serie derivada, Young MacGyver, pero solo se hizo el piloto. La mercancía para MacGyver incluye juegos, juguetes, medios impresos y una serie de audio original. Se transmitió una serie de reinicio en CBS, de 2016 a 2021, que hoy posee los derechos de la serie original a través de la adquisición de Paramount Television.

## Resumen
La serie gira en torno a las misiones que realiza el personaje principal Angus MacGyver para distintas instituciones, sobre todo para la Fundación Phoenix. En la serie, MacGyver resuelve todos los problemas que se le plantean haciendo uso de su gran inteligencia, su conocimiento académico en ciencias e ingeniería y su habilidad para la construcción de herramientas con elementos cotidianos de su entorno.
Las tramas de las primeras tres temporadas se centran en el trabajo que realiza el protagonista para la Fundación Phoenix o para el gobierno. A partir de la cuarta temporada hasta la última, las tramas comienzan a desarrollar problemas sociales como el control de las armas de fuego o los problemas de la juventud de la época.[cita requerida]

## Personaje principal

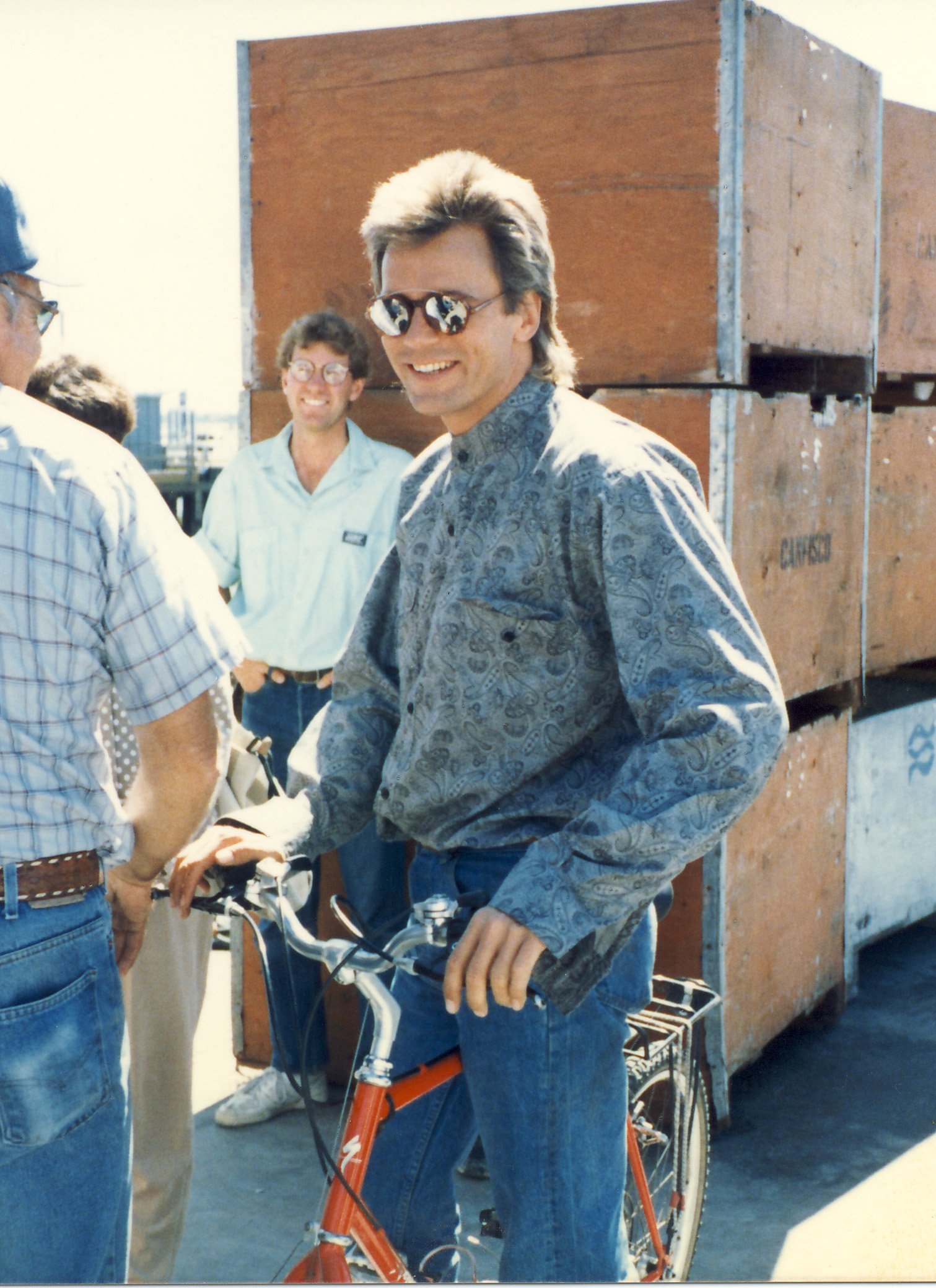
Richard Dean Anderson durante el rodaje de MacGyver, en 1985.

Angus MacGyver, interpretado por Richard Dean Anderson, es un héroe dotado de una alta inteligencia y que profesa el ideal de resolver todos los conflictos evitando la violencia. Solo posee su navaja del ejército suizo (de las marcas Victorinox y Wenger indistintamente) que usa como herramienta. Se niega a llevar armas debido a la muerte accidental de un amigo suyo cuando eran niños (aunque esta es la postura del personaje durante toda la serie, en el episodio piloto se le ve disparar un fusil). El personaje se define como defensor de la no violencia y del no uso de armas de fuego, además de ser políticamente liberal en otros aspectos. Incluso cuando sus inventos se utilizan en contra de otra persona, siempre lo hace en defensa propia para desarmar o deshabilitar al oponente, nunca para matar. Siempre se le presuponen en contra de los militares por sus tácticas para resolver los problemas y ve sus trabajos en la Fundación Fénix como una alternativa a la más que convencional y violenta labor de defensa de la ley y el orden.
MacGyver nace y se cría en Minnesota (EE. UU.) el 23 de enero de 1951 (por su pasaporte en el episodio "Everytime She Smiles") o el 23 de marzo de 1951 (por referencia en los episodios "Thin Ice, Passages, Friends, Runners" y "Phoenix Under Siege"). El hecho de haber crecido en Minnesota provoca que tenga un ligero acento de Minnesota (Richard Dean Anderson también nació y se crio en Mineápolis, Minnesota). MacGyver vivió durante su infancia en Mission City. Igual que Anderson, MacGyver era un ávido jugador de hockey durante su niñez, compitiendo en la liga local y manteniendo esta pasión hasta la edad adulta. Como dato curioso el personaje de MacGyver odia el golf por no encontrarle sentido. Se gradúa en el Alexander Ramsey High School de Roseville, Minnesota y estudia en el colegio ficticio Western Tech consiguiendo la Licenciatura en Ciencias Físicas, en 1973, siendo el número uno de su promoción. Antes de trabajar para la Fundación Fénix, MacGyver fue piloto de carreras. En el capítulo 69 "COLLISION COURSE" de 1988 hay flashbacks que lo muestran manejando coches de Fórmula 1 y de Indy.
El nombre de MacGyver permanece como un misterio hasta uno de los últimos episodios de la serie. Cada vez que alguien pregunta siempre dice que no le gusta y cambia de tema. El guion del piloto le atribuye el nombre de "Stace", información que apareció en los anuncios promocionales pero no en el episodio. Su nombre aparece por primera vez en el episodio "Good Knight, MacGyver", en el cual se descubre que posee ascendencia escocesa del siglo VII llamado Angus M'Iver, y admite que comparten su nombre de pila. Su nombre vuelve a aparecer en el episodio final cuando se conoce a su hijo: S.A.M. nombre formado por la conjunción de Sean Angus Malloy. Su jefe Pete le dice en numerosas ocasiones "Mac" como diminutivo de su apellido.

## Personajes secundarios
Pete Thornton (Dana Elcar)
Es el jefe de MacGyver y su mejor amigo.
Pete fue un operativo del Departamento de Servicios Externos (DXS), también referido erróneamente como DSX en varios episodios. Es durante esta época cuando conoce a MacGyver mientras persigue a Murdoc, un asesino internacional.
Cuando Pete acepta la posición de Director de Operaciones de la Fundación Phoenix siete años más tarde, contacta con MacGyver y le convence para formar parte de la Fundación.
Pete tiene un hijo llamado Michael, de su matrimonio que terminó al dedicar más tiempo al trabajo que a la familia.
En el episodio piloto, el actor Dana Elcar interpretaba a un personaje totalmente diferente llamado Andy Colson. El personaje de Pete Thornton no aparece hasta el episodio 1x11, "Nightmares".
Elcar aparece en la secuencia del sueño/viaje en el tiempo del episodio "Good Knight, MacGyver" como el Rey Arturo. No se llega a explicar si esta comparación es porque Pete sea descendiente del verdadero Rey Arturo o por pura casualidad.
En 1991, el actor Dana Elcar comenzó a desarrollar glaucoma, una condición degenerativa de la vista que causa ceguera. Esta situación se incorporó a la serie y durante su emisión aparecieron anuncios sobre esta enfermedad y teléfonos de contacto para las personas interesadas en saber más.
Dana Elcar murió el 6 de junio de 2005 en Ventura (California) debido a complicaciones de una neumonía. Tenía 78 años.
Jack Dalton (Bruce McGill)
Aviador y viejo amigo de MacGyver con cierta debilidad por el dinero fácil que inevitablemente le mete en líos (y a MacGyver cuando intenta ayudarle).
Siempre lleva una gorra de aviador. Cada vez que miente aparece un tick en su ojo.
Murdoc (Michael Des Barres)
Es el archienemigo de MacGyver, un asesino de renombre que nunca falla a menos que MacGyver se interponga en su camino. Murdoc es un maestro del disfraz, además de muy inteligente y creativo creando trampas. También es gran aficionado a las armas de fuego.
Su seña de identidad es tomar fotografías de las víctimas antes de morir. Aparece por primera vez en la serie en su segundo encuentro con MacGyver. Murdoc reaparece siempre tras haber desaparecido la vez anterior en una supuesta muerte de la que siempre escapa. Siempre se le oye gritar el nombre de MacGyver antes de "morir", excepto en el episodio "Halloween Knights", en el cual MacGyver y él actúan como aliados.
Murdoc al igual que Mac tienen pánico a las serpientes (referencia del episodio "Halloween Knights"), lo soluciona con queroseno.
Murdoc se asocia en varias ocasiones con la organización Homicide International Trust (HIT), grupo de asesinos, hasta que comienza a fallar en sus misiones por culpa de MacGyver.
Penny Parker (Teri Hatcher)
Penny Parker y MacGyver se conocen en la cola del aeropuerto de Bulgaria ("Every Time She Smiles") cuando ella intenta sacar joyas del país en su bolsillo.
De poco talento pero grandes sueños, su búsqueda de la fama consigue crearles más de un lío y más de una vez es utilizada por Murdoc para atraer a MacGyver hasta una trampa.
Lisa Woodman (Mayim Bialik)
Lisa es una joven estudiante que conoce en Suiza en el capítulo "Alto el fuego" en el que ayuda a MacGyver a resolver un asesinato y además pierde su navaja suiza. Luego aparece en dos capítulos más: "Corazones de Acero" y "21 preguntas" en el que Lisa tiene problemas con el alcohol.
The Coltons (Della Reese, Cleavon Little, Richard Lawson, Cuba Gooding Jr.)
Una familia de cazadores de recompensas (Mama Colton, Frank, Jesse y Billy) que van apareciendo poco a poco en la serie hasta llegar a tener un episodio para ellos solos, dejando al personaje de MacGyver en un segundo plano. El episodio llamado "The Coltons" fue en realidad el intento de convertirlo en el piloto de una serie dedicada a esta familia. No triunfó.
Harry Jackson (John Anderson)
Harry Jackson es el abuelo de MacGyver y se convierte en su "padre" tras la muerte de este y de su abuela en una accidente de coche cuando era niño. Siete años después abandonó a MacGyver y a su madre.
Después de 16 años, vuelven a reunirse en el episodio "Target MacGyver", en el cual MacGyver y él tienen que huir de un asesino contratado para matarles llamado Axminster (interpretado por D'Mitch Davis).
Harry muere de una ataque al corazón durante el episodio "Passages".
Nikki Carpenter (Elyssa Davalos)
Nikki Carpenter se une a la Fundación Fénix durante la tercera temporada (a partir del quinto episodio "Fire and Ice") y actúa como compañera y un interés romántico para el personaje de MacGyver, aunque su relación final es más bien de amor-odio. La actriz Elyssa Davalos interpreta también en la tercera temporada, un personaje totalmente distinto (Lisa Kohler) en el episodio doble llamado "Lost Love".
Mei Jan (Michele Chan)
Inicialmente se hace llamar Sue Ling, nombre de la hija "adoptiva" de MacGyver. Le pide ayuda para hacer llegar cintas de vídeo e información a EE. UU. y denunciar al Gobierno Chino.
Sean Angus Malloy (SAM) (Dalton James)
Sean, conocido por el nombre de Sam, aparece por única vez en el último episodio de la serie. Es el hijo de MacGyver y Kate Malloy, una reportera que muere a manos de un general chino.
Earl Dent
Exconvicto que fue boxeador y gran amigo de MacGyver. Aparece en tres episodios en la serie para pedirle ayuda.

## Canales de retransmisión
- En Alemania, la serie se emitió en los canales Pro7, Sat.1, Kabel1 y Premier Serie.
- En Arabia Saudí, la serie se emitió en el canal Saudí TV Channel 2.
- En Argentina, la serie se emitió en Canal 13, Telefe y América TV, y durante 2008 en Canal 10 de Córdoba y en publi5 de Vicente López. Además, se emitió en Uniseries y finalmente en Retro. Actualmente se emite en el canal TCM Classic Entertainment y por Imagen Platense de la ciudad de La Plata.
- En Austria, la serie se emitió en ORF1.
- En Bangladés, la serie se emite en el canal Bangladesh Television.
- En Bélgica, la serie se emite en el canal 2.
- En Bolivia, la serie se emitió en 1985 y 1986 en Red ATB, en 2010 canal 57 CVC y Red PAT.Actualmente (2019) se lo emite por Red Uno.
- En Brasil, la serie se emite en el canal TV Globo con el título de "Profissão: Perigo!" (en español: Profesión: Peligro!).
- En Chile, la serie se emitió en Televisión Nacional de Chile y se retransmitió en el canal Mega.
- En Colombia, la serie se emitió en RCN Televisión y luego en Telecaribe, Se transmitió en el Canal Uno por Jorge Barón Televisión en formato de 1/2hora a las 6:00pm de lunes a viernes.
- En Corea del Sur, la serie se emitió en el canal MBC (Munhwa Broadcasting Corporation).
- En Costa Rica, la serie se emitió en Repretel Canal 6, actualmente en Teletica Canal 7.
- En Dinamarca, la serie se emitió en TV Danmark.
- En Ecuador. Actualmente se transmite por Oromar Televisión. Se emitió además en el pasado en RTS (antes Telesistema) (la primera vez al aire), Andivisión (hoy Latele) (canal UHF de poca acogida), Gamavisión y TC Television.
- En Egipto, la serie se emitió durante algún tiempo dentro del programa "Ekhtarna Lek" (Lo que elegimos para ti) en el canal Egyptian Channel 1. También se ha emitido en el canal Channel 2.
- En El Salvador, la serie se emitió en Canal 2 y varios años después en VTV Canal 35.
- En Eslovaquia, la serie se emitió en los canales STV, Markiza y JOJ (donde se encuentra actualmente en emisión).
- En Eslovenia, la serie se emitió en el canal Kanal A.
- En España, la serie se emitió en los canales TVE, Telecinco, Antena 3, Calle 13, Aragón Televisión, Fox Crime, Nitro y actualmente en Gol Play.
- En Estados Unidos, la serie se emitió en la cadena Telemundo y varios años después en TeleXitos.
- En las Filipinas, la serie se emitió en el canal RPN 9.
- En Finlandia, la serie se emitió en el canal MTV3 y actualmente se reemite en el canal SubTV.
- En Francia, la serie se emitió en el canal Antenne 2 (actual France 2).
- En Grecia, la serie se emitió en los canales ERT y ANT1.
- En Guatemala, la serie se emitió en el Canal 3.
- En Honduras, la serie se emitió en el Canal 5 de la Corporación Televicentro.
- En India, la serie se emitió en el canal Star World.
- En Indonesia, la serie se emitió en el canal RCTI.
- En Irlanda, la serie se emitió en el canal RTE Network 2.
- En Italia, la serie se emitió en los canales Italia 1 y Rete 4.
- En Israel, la serie se emitió en el Canal 1.
- En Japón, la serie se emitió en el canal JCTV.
- En México, la serie se emitió en el Canal 5 de Televisa.
- En Nicaragua, la serie se emitió por Televicentro Canal 2.
- En Nueva Zelanda, la serie se emitió en el canal TV 2.
- En Noruega, la serie se emitió en el canal TV 2.
- En Panamá, la serie se emitió en el canal RPC Canal 4. Y aún se emite en RPC Canal 4 los domingos a las 9:00a.m., y en TV Max canal 9 de lunes a viernes.
- En Paraguay, la serie se emitió por el Canal 13 RPC.
- En Perú, la serie se emitió en ATV, luego en Uranio 15 y finalmente en Red TV.
- En Polonia, la serie se emitió en los canales TVP 1, Polonia 1 y Polsat.
- En Portugal, la serie se emitió en los canales RTP 1 y SIC Radical.
- En Puerto Rico, la serie se emitió por WAPA-TV Canal 4.
- En Reino Unido, la serie se emitió por BBC One y actualmente por CBS Action.
- En la República Checa, la serie se emite en los canales TV Nova y TV Prima.
- En la República Dominicana, la serie se emitió en Telesistema 11 y  Rahintel (actualmente Antena 7).
- En Suecia, la serie se emitió en los canales SVT y Kanal 5.
- En Suiza, la serie se emitió en el canal TSR (con doblaje en francés).
- En Taiwán, la serie se emitió en el canal TTV.
- En Turquía, la serie se emitió en canal Star TV.
- En Trinidad y Tobago, la serie se emitió en el canal TTT.
- En Uruguay, la serie se emitió en Canal 12.
- En Venezuela, la serie se emitió por Radio Caracas Televisión.

## Películas secuelas
Posteriormente a la cancelación de la serie original, se rodaron dos películas para la televisión basadas en la serie original, interpretadas por los actores originales, empezando por Richard Dean Anderson, estrenadas en 1994. Estas fueron MacGyver: Lost Treasure of Atlantis (MacGyver y El tesoro perdido de la Atlántida) y MacGyver: Trail of Doomsday (MacGyver hacia el día del juicio final).

### MacGyver y El tesoro perdido de la Atlántida
McGyver y el profesor Atticus encuentran en una expedición el medallón de Solon que los pone tras la pista de Atlantis, luchando contra múltiples enemigos MacGyver acompañado del profesor Atticus y la joven y atractiva profesora Kelly Carson deberán descubrir la pista del tesoro perdido de Atlantis.

### MacGyver: hacia el día del Juicio Final
Un amigo íntimo de MacGyver es asesinado. MacGyver decide comenzar las indagaciones por su propia cuenta, no tardando en descubrir una fábrica de armas nucleares en suelo británico.

## La casa de MacGyver
En varios capítulos, como por ejemplo en el capítulo 9 de la primera temporada, "El Hijo Pródigo", se visualiza que la casa de MacGyver está cerca del hotel "Cadillac Hotel", más precisamente sobre la calle Ocean Front Walk, entre Rose Ave y Dudley Ave, en Venice Beach, Los Ángeles. Es un pequeño edificio de dos pisos y planta baja cuya fachada se mantiene prácticamente sin cambios.

## MacGyver (2016)
CBS desarrolló un reboot de la serie que se estrenó el 23 de septiembre de 2016 en Estados Unidos. La versión del personaje ha sido actualizada y ahora trabaja en equipo. El 18 de agosto de 2016 se estrenó su primer avance. Como dato curioso, han participado como invitados en este reboot actores de la serie original,  tales como Bruce MacGill y Michael Des Barres, interpretando a un investigador policial y a un asesino en serie, respectivamente.